# Composition (combinatoire)
Pour les articles homonymes, voir Composition.

Bijection entre entiers en écriture binaire et compositions de 4.

En mathématiques, et notamment en combinatoire, une composition d'un entier positif {\displaystyle n} est une représentation de {\displaystyle n} comme somme d'une suite finie d'entiers strictement positifs. Ainsi, (1,2,1) est une composition de 4=1+2+1. Deux suites qui diffèrent par l'ordre de leurs parts sont considérées comme des compositions différentes. Ainsi, (2,1,1) est une autre composition de l'entier 4. Les compositions diffèrent donc des  partitions d'entiers qui considèrent des sommes sans tenir compte de l'ordre de leurs termes.
La propriété principale est que le nombre de compositions d'un entier {\displaystyle n} est {\displaystyle 2^{n-1}}, et donc que les compositions sont en bijection avec les parties d'un ensemble à {\displaystyle n-1} éléments.

## Définition
Une composition d'un entier naturel positif {\displaystyle n>0} est une suite {\displaystyle (p_{1},\ldots ,p_{k})} d'entiers strictement positifs tels que {\displaystyle n=p_{1}+\cdots +p_{k}}. Chaque {\displaystyle p_{i}} est une partie ou un sommant de la composition et l'entier {\displaystyle k} est sa longueur.

## Exemples

Les 32 compositions de 6. L'absence d'une barre de séparation est notée en rouge.

Les 11 partitions de 6. Une partition est une composition dont les parts sont décroissantes.

Les seize compositions de 5 sont :
- 5
- 4 + 1
- 3 + 2
- 3 + 1 + 1
- 2 + 3
- 2 + 2 + 1
- 2 + 1 + 2
- 2 + 1 + 1 + 1
- 1 + 4
- 1 + 3 + 1
- 1 + 2 + 2
- 1 + 2 + 1 + 1
- 1 + 1 + 3
- 1 + 1 + 2 + 1
- 1 + 1 + 1 + 2
- 1 + 1 + 1 + 1 + 1.

Les sept partitions de 5:
- 5
- 4 + 1
- 3 + 2
- 3 + 1 + 1
- 2 + 2 + 1
- 2 + 1 + 1 + 1
- 1 + 1 + 1 + 1 + 1.

## Nombre de compositions
Le nombre de composition de l’entier {\displaystyle n} est {\displaystyle 2^{n-1}}.
Voici une démonstration de cette propriété utilisant la méthode des étoiles et des barres. On considère une suite de {\displaystyle n} points (ou étoiles), et on choisit de placer ou de ne pas placer une barre verticale entre des points. Par exemple, pour {\displaystyle n=8}, on peut placer trois barres comme suit :
{\displaystyle \bullet \bullet \mid \bullet \bullet \mid \bullet \mid \bullet \bullet \bullet }
Une part d'une composition est formée du nombre de points qui sont contigus. Dans l'exemple, la composition est égale à (2,2,1,3). De manière générale, il y a {\displaystyle n-1} positions où l'on peut choisir de placer ou de ne pas placer une barre de séparation ; ceci fait {\displaystyle 2^{n-1}} choix possibles de séparations et comme les choix déterminent les compositions, cela fait {\displaystyle 2^{n-1}} compositions.
La démonstration montre aussi que le nombre de compositions d'un entier {\displaystyle n} formées de {\displaystyle k} parts est égal à {\displaystyle {\binom {n-1}{k-1}}}. Donald Knuth, dans le volume 4a de son traité, s'intéresse à la génération de toutes les compositions, sous des contraintes variées.

## Bijection avec les écritures binaires
Pour noter la représentation graphique ci-dessus, on peut convenir d'écrire un « 1 » s'il n'y a pas de barre de séparation, et un « 0 » dans le cas contraire. Ainsi, la composition (2,2,1,4) de 9 est représenté par la suite de 8 chiffres binaires 10100111 (il y a autant de 0 dans « 10100111 » qu'il y a de virgules dans « (2,2,1,4) »).